# Uropeltis ruhunae
Espèce
Uropeltis ruhunae est une espèce de serpents de la famille des Uropeltidae. 

## Répartition
Cette espèce est endémique du district de Galle dans la province du Sud au Sri Lanka.

## Description
L'holotype de Uropeltis ruhunae mesure 268 mm dont 11 mm pour la queue. Cette espèce a le dessus de la tête olive sombre, le dos noir bleuâtre avec 33 lignes de cinq ou six taches blanches de taille équivalente à celle de l'œil. Sa face ventrale est ocre avec des taches noirâtres.

## Publication originale
- Deraniyagala, 1954 : Two new snakes from Ceylon. Proceedings of the 10th Congress of the Ceylon Association for the Advancement of Science, vol. 1, p. 24.